# Ares Borghese
L'Ares Borghese és una de les representacions antigues més famoses del déu grec Ares. De les moltes còpies del mateix model, la versió Borghese, que encara forma part de la col·lecció del Museu del Louvre, a París, és una estàtua de marbre blanc, una còpia romana d'un original grec perdut, que representa un jove nu i amb casc, probablement el déu Ares. S'atribueix generalment a l'escultor grec Alcàmenes d'Atenes, és el millor conservat i el més famós, i serveix de base comparativa de la seua prolífica tipologia. Aquesta còpia no fou citada fins al 1607, quan Lelio Ceoli la vengué al cardenal Scipione Caffarelli Borghese, del qual l'estàtua va prendre el nom, i fou instal·lada en la seua vil·la romana. Napoleó Bonaparte la va comprar al príncep Camille Borghese. El 1807 la comprà el Louvre, procedent de la col·lecció Borghese. La figura és una mica més gran del natural (2,20 m).(2)

## Història i restauracions
L'estàtua actual està incompleta i se n'han pegar algunes parts (cames, braç dret, peu dret, pubis i part superior del suport). Falten la cimera i l'espasa. Gran part del sòcol que falta es va completar en marbre i guix.
Es mostra a la sala 344 de l'ala Sully, on hi ha art grec clàssic i hel·lenístic, en el podi 3.

## Descripció
L'estàtua representa un jove nu, dempeus, amb un casc amb figures de grius i gossos en relleu i una polsera al turmell esquerre. El braç esquerre portava un escut metàl·lic i una espasa en la dreta. L'estàtua segueix el contrapposto introduït per Policlet, amb una variació: la cama esquerra serveix de suport, secundada contra el tronc d'una palma, mentre que la cama lliure, en lloc d'estar doblegada cap endarrere com en Policlet, s'estira cap endavant. La posa prefigura la del Discòfor de Naucides. El cap s'inclina lleugerament cap endavant, en una posa malencònica. Segons Harrison, està en posició propera al clàssic contrapposto, tret de la col·locació dels peus, que toquen terra amb tota la planta. El rostre és tranquil i entreobri la boca una mica.
Com que la part distal d'aquest braç, a partir del colze, és una reconstrucció moderna, se'n discuteixen els atributs originals, i fins i tot la posició actual. Els orificis, ara tancats, que n'hi havia al costat esquerre del tors, han de ser restes de connexions de marbre amb el braç primitiu, un recurs emprat per a donar estabilitat a les extremitats. El tronc de palma que el sosté també és una reconstrucció, així com la punta del nas i els dits del peu dret. La mà dreta devia sostenir una llança, com en un exemplar trobat a Leptis Magna; i a la part de dalt del casc hauria d'haver-hi hagut una cresta de plomes o crines.

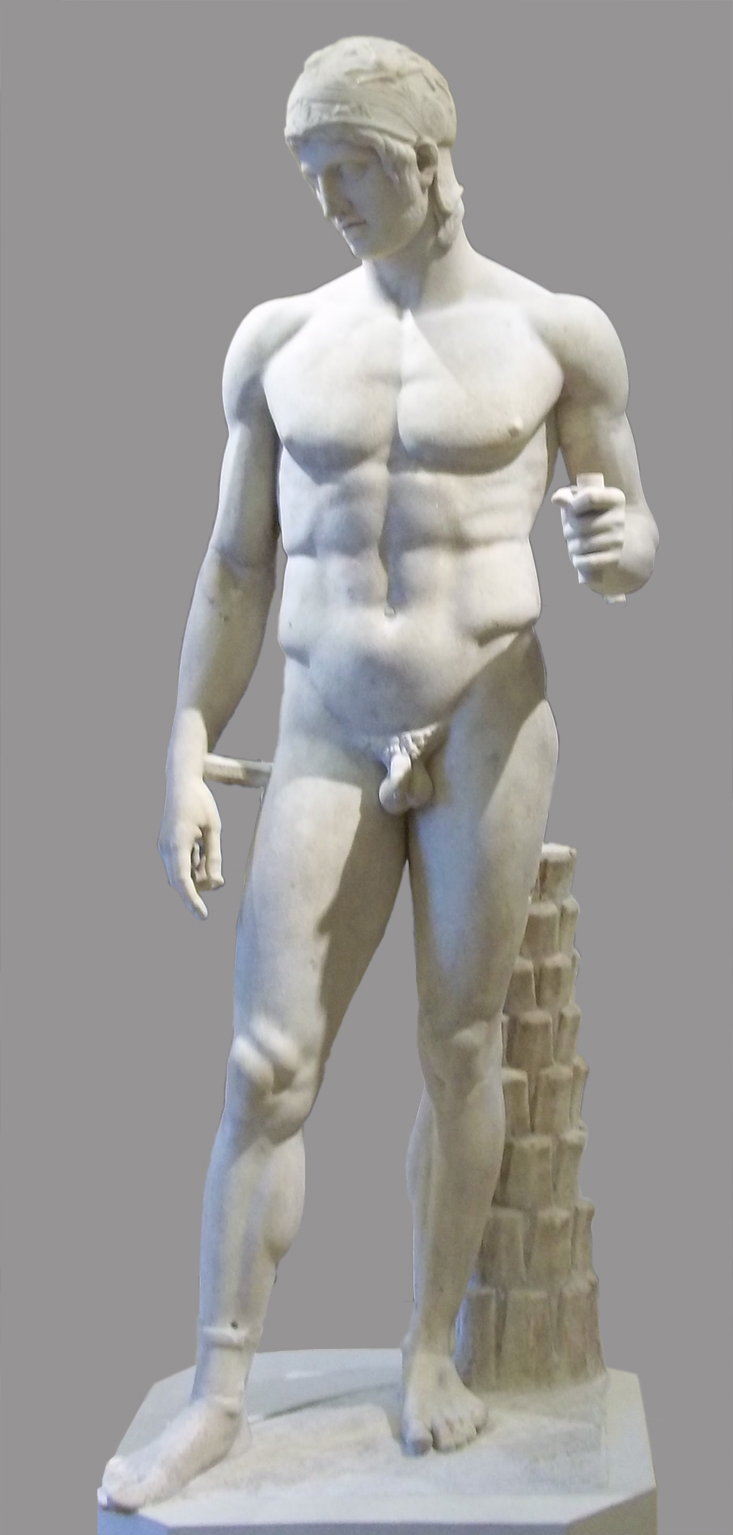
Ares Borghese. Alçada: 2,20 m. Còpia en marbre d'una escultura de bronze atribuïda a Alcàmenes, cap a 420 ae: tradicionalment reconeguda com a còpia de l'escultura que Pausànias va descriure al Temple d'Ares a l'àgora d'Atenes. Probablement reelaboració des de l'inici de la nostra era.

Generalment s'identifica l'estàtua com la representació del déu Ares, tot i no haver-n'hi certesa. Per a Furtwängler, la polsera fa referència a l'episodi homèric en què Ares i Afrodita són sorpresos i capturats per Hefest. La interpretació ha estat criticada. També s'ha suggerit que la polsera simbolitzava la pau refrenant el déu de la guerra. Adolf Furtwängler suggerí l'autoria d'Alcàmenes d'Atenes, o potser del taller de Fídies.
| «                               | Després d'uns acords, l'aede començà una bella cançó sobre l'amor d'Ares i Afrodita coronada. Al principi s'ajuntaren en secret a casa d'Hefest; Ares l'havia afalagada, i per això insultà el llit d'Hefest. El déu, però en fou informat per Hèlios (Sol), que els havia sorprés en plena abraçada. Quan Hefest escoltà aquesta dolorosa història, corregué cap a la seua forja […] i feu llaços grossos i forts per a atrapar els amants. | » |
| — Homer, Odissea, VIII, 266-366 | |   |

El casc, la crinera del qual s'ha perdut, és adornat amb un llebrer i grius als costats del segell i dos llebrers corrent a la part del davant. Aquesta iconografia relativament inusual és la d'un casc de desfilada de la cavalleria romana. També s'ha suggerit que l'estàtua és el retrat de Paris de Troia, per Eufrànor d'Atenes, esmentat per Plini el Vell: l'anell seria una joia que portava el príncep troià; aquesta hipòtesi, però, és minoritària.(8)

## Atribució de l'estàtua
Des de l'estudi de Wilhelm Furtwängler, l'estàtua se sol associar a un passatge de Pausànias, de la Descripció de Grècia (segle ii): «A prop de l'efígie de Demòstenes, hi ha un santuari d'Ares, en què es troben dues estàtues, una d'Afrodita, l'altra d'Ares, fetes per Alcàmenes; la d'Atena és obra d'un de Paros, anomenat Locros», o potser provenia del taller de Fídies.(8)
Aquesta atribució tradicional de l'original, en bronze, planteja la qüestió exposada per K. J. Hrtswik en relació amb la còpia de marbre: la forma del casc no apareix fins al segle ii abans de la nostra era. L'estàtua actual es remunta al trasllat del culte d'Ares a l'àgora d'Atenes, i es diu que és l'estàtua de culte de Gai Cèsar, net d'August, «com el nou Ares». S'hi objectà que la identificació de l'estàtua amb Ares no era pas segura i que no hi havia res que vinculàs l'Ares Borghese original amb Atenes. La datació inferior ha estat, però, seguida per altres autors. Hi ha consens que aquesta peça fou creada a Roma durant el període imperial, entre els segles I i segle ii, però no si es tracta d'una còpia d'un original grec, o d'una creació romana. En el primer cas, seria una còpia d'un prototip de bronze, hui perdut, de finals del segle v. L'autoria d'Alcàmenes és prou acceptada, però sense proves documentals i, de fet, continua havent-hi molta controvèrsia.
En el segon cas, seria una reinterpretació romana original i encertada de la tradició clàssica. El gran nombre de còpies conservades, 24, indica que el model era molt estimat. Hartswick assenyala que, de moment, cap de les còpies se n'ha trobat en sòl grec, i que el suposat prototip del segle v tampoc no s'ha trobat pas a Grècia en cap altre mitjà (monedes, gots, relleus...), però que la representació d'Ares sempre va ser estranya a Grècia, perquè no n'era un déu popular. La forma del casc també recorda patrons romans. En qualsevol cas, les línies generals són una recuperació de l'ideal de l'alt classicisme, que s'explica per l'amor que els romans sentien per la tradició artística grega, en concret per la del període clàssic, les obres del qual es consideraven insuperables en dignitat, equilibri i bellesa. August, en particular, fou un gran mecenes d'aquest estil, i durant el seu regnat l'escultura romana començà el seu apogeu.
La identificació del subjecte com a Ares, tot i àmpliament acceptada, tampoc no està exempta de polèmica i ha variat al llarg del temps. En la gran majoria de les representacions gregues Ares duu barba i és un home madur, i l'Ares Borghese té barba esclarissada i només als costats de la cara, i és jove. Winckelmann, al 1767, ho va acceptar i va dir que la polsera que duu al turmell era un signe comú en les estàtues de culte, que significava el vincle entre el déu i els devots. El 1782, però, Ennio Visconti suposava que representava Aquil·les, opinió repetida en el catàleg de les col·leccions de la Vil·la Borghese publicat al 1796. Al 1893, Furtwängler tornà a suggerir Ares, ja que per a ell la polsera seria un regal d'Afrodita, o un símbol del parany tendit per Hefest. La connexió amb l'univers marcià també la va reivindicar Freyer el 1962, que identificà el mateix adorn en gerros pintats, i es tractava d'un regal que solien fer les dones als guerrers. Teseu també hi ha estat proposat, i Hartswick reprengué la identificació presentada per Winckelmann, afegint que la polsera podria ser l'expressió d'un desig de pau, «lligant» el déu i impedint-li desencadenar cap guerra. Curiosament, aquesta polsera no es troba pas en els altres exemplars, i això suggereix que aquest en concret devia complir una funció específica. Segons Hartswick, és possible que la creació de l'Ares Borghese estiga vinculada a un programa d'August per a establir al seu net Calígula com un "Nou Ares" a Atenes, i l'estàtua podria ser un retrat idealitzat de Calígula en aquesta condició divinitzada.
Hi ha gran semblança entre el cànon anatòmic i el perfil del rostre d'Ares i el famós Dorífor de Policlet, un dels fundadors de l'estil clàssic en l'escultura grega.

El culte i les figures del déu Ares no eren pas nombrosos en l'Antiga Grècia. Se'l solia representar en escenes col·lectives.

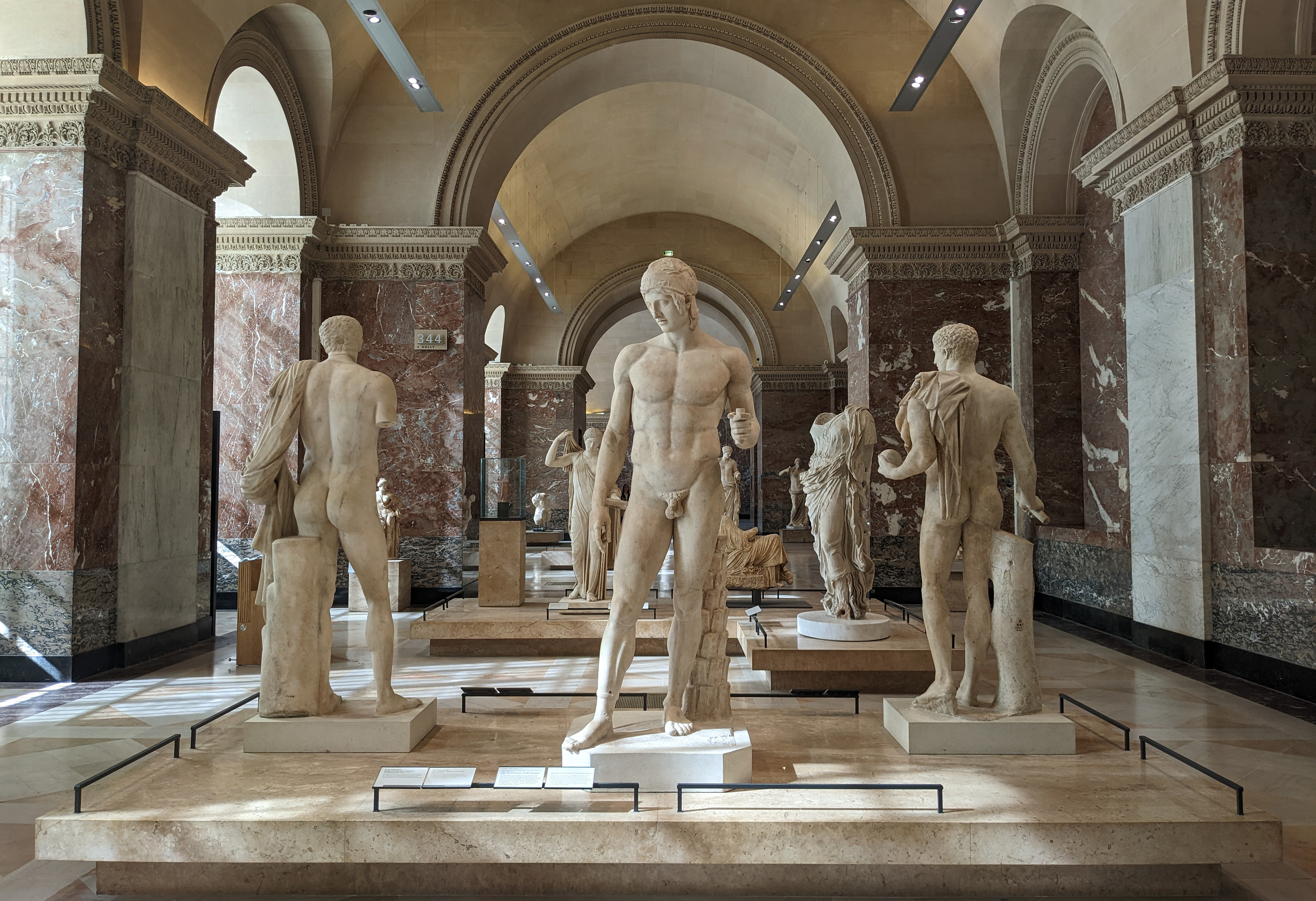
L'Ares Borghese al Louvre
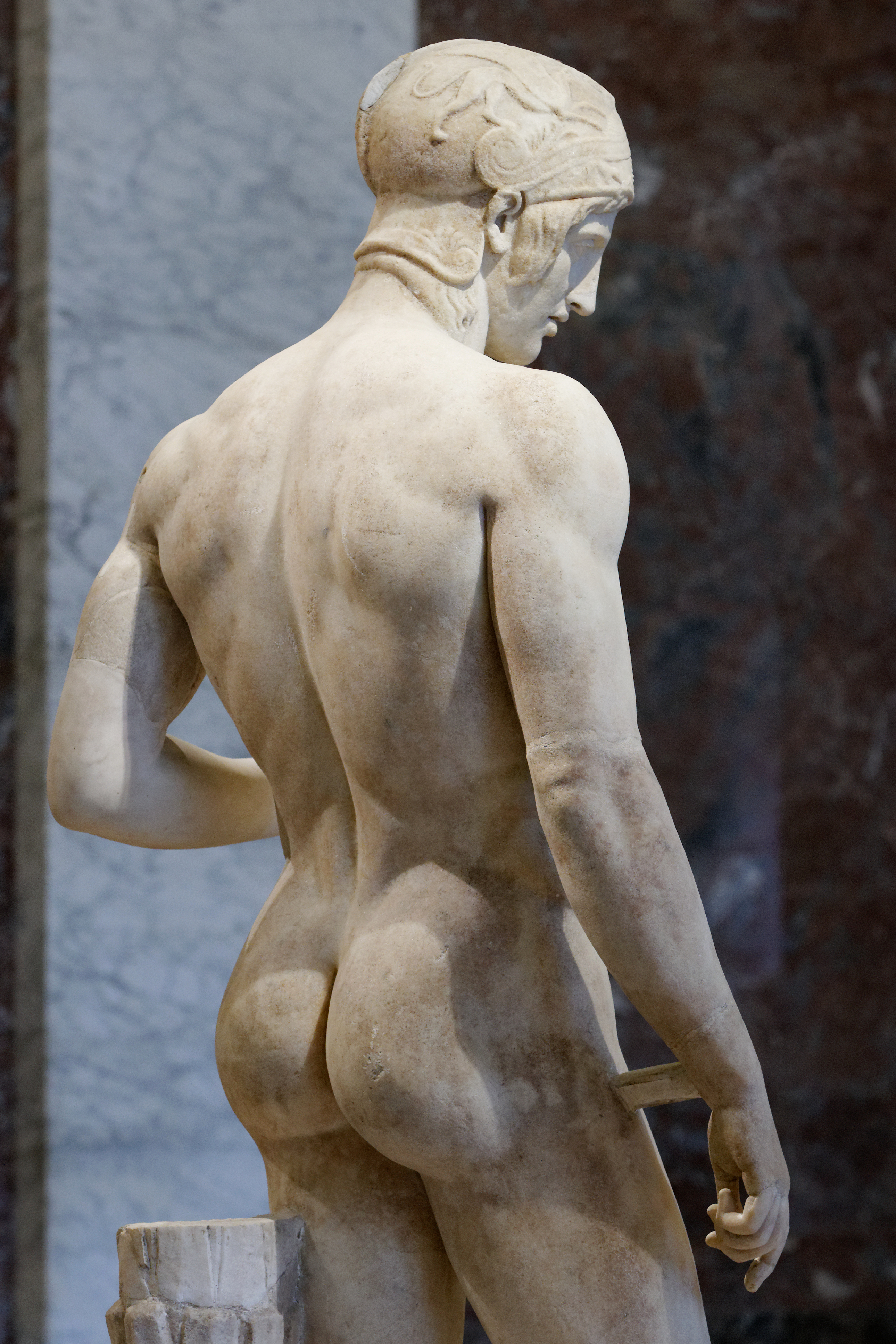
L'Ares Borghese, d'esquena
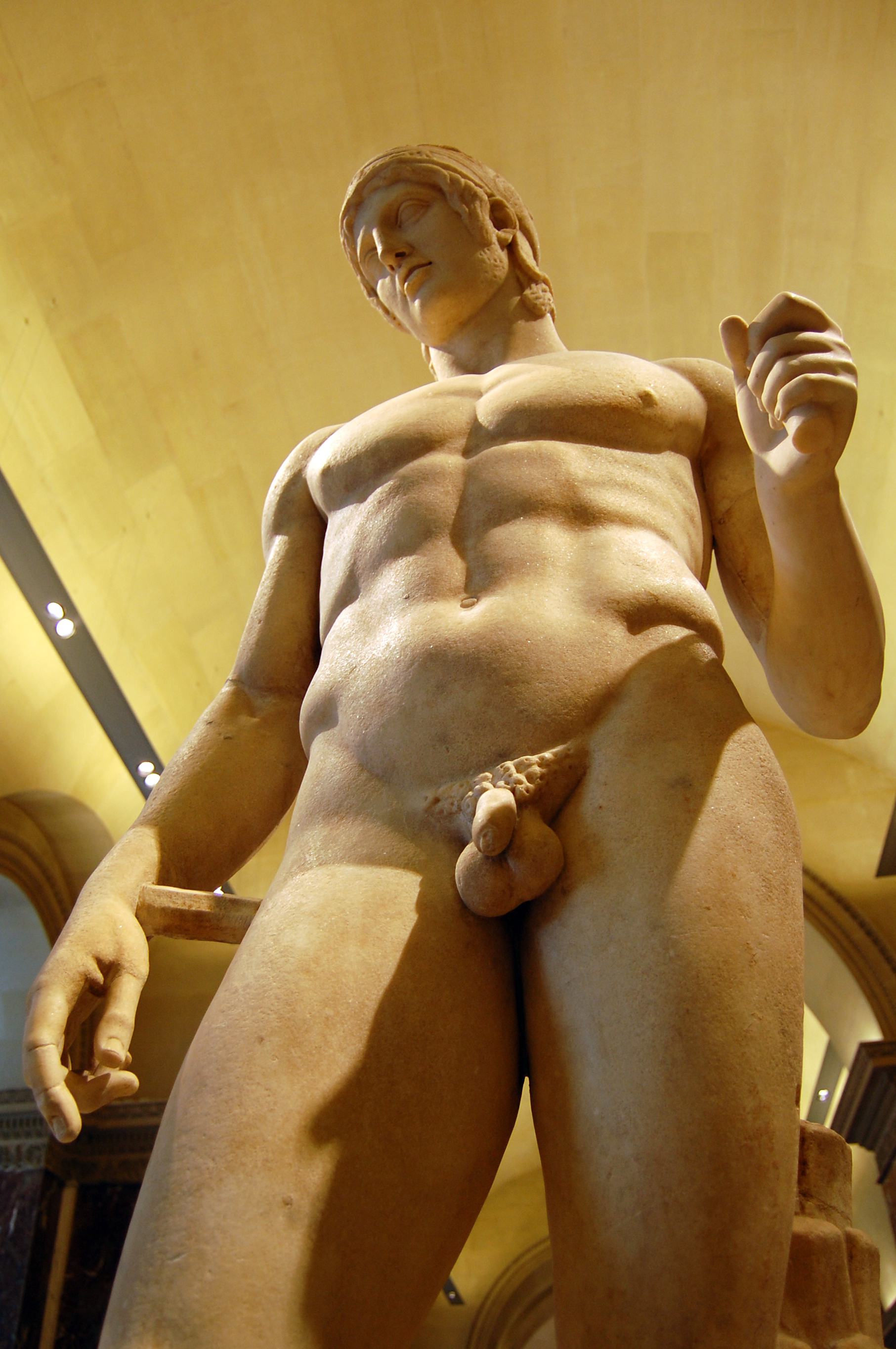
Vista des de baix
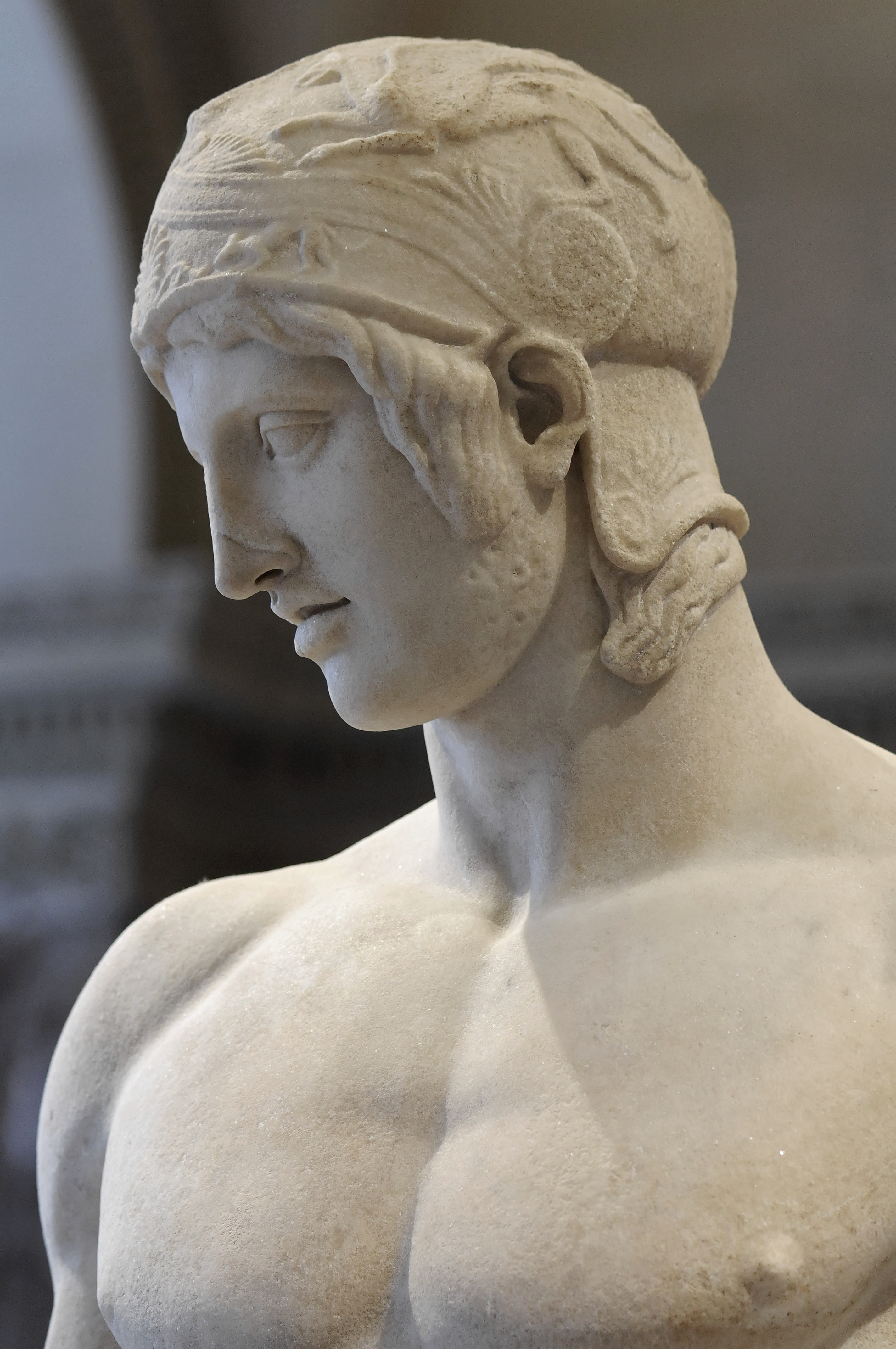
Bust, detalls del casc

## Altres estàtues antigues del tipusBorghese
Aquest tipus estatuari era conegut, ja que n'hi ha una vintena de còpies, sobretot a la Gliptoteca de Munic (inv. 212) o a la Centrale Montemartini (MC 795). La posa se'n reutilitzà per a estàtues d'emperadors romans, soles o amb una estàtua de Venus que representava l'emperadriu. L'Ares de Leptis Magna també és del tipus Borghese: és una estàtua romana de marbre, exposada al Museu Arqueològic de Trípoli, a Líbia.

## Còpies

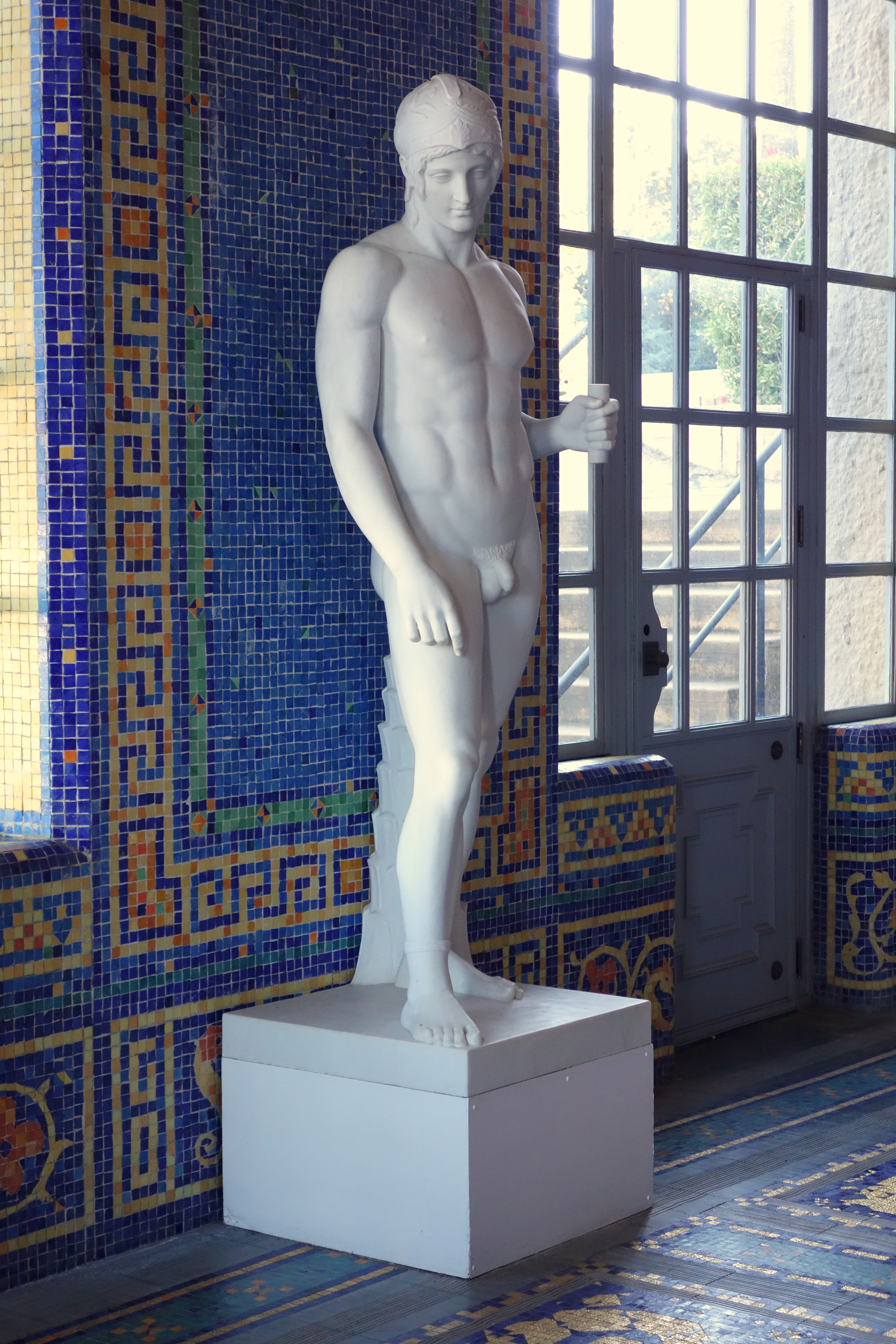
Còpia de lAres Borghese, de Carlo Freter per al Castell Hearst, Califòrnia, Estats Units

Hi ha diferents reproduccions modernes de l'Ares Borghese arreu del món:
- Còpia exposada als jardins del Castell de Chantilly; al Vertugadin, el jardí en pendent situat al fons del parc: data del 1902 i substituïa una còpia destruïda durant la Revolució francesa.[20] Als peus d'aquesta estàtua es rodà una escena de la pel·lícula Le bal des maudits (El ball dels maleïts, 1958). La furtaren al desembre del 1989, i se n'instal·là una nova còpia. Aquesta còpia es feu a partir d'un escanejat en 3D de l'estàtua del Louvre per Alain Bourson; l'obra fou esculpida per Patrick Laroche en un bloc de pedra procedent de les pedreres de Degan, a Saint-Maximin.[20] L'estàtua actual pes 390 kg 390 kg i va ser finançada pels Amics del Museu Condé.[20]
- Còpia realitzada per Carlo Freter per al Castell Hearst de Califòrnia, Estats Units.
- Còpia situada al primer pis de la façana oest de la Cour carrée del Louvre, París.